# Schmidt Spiele

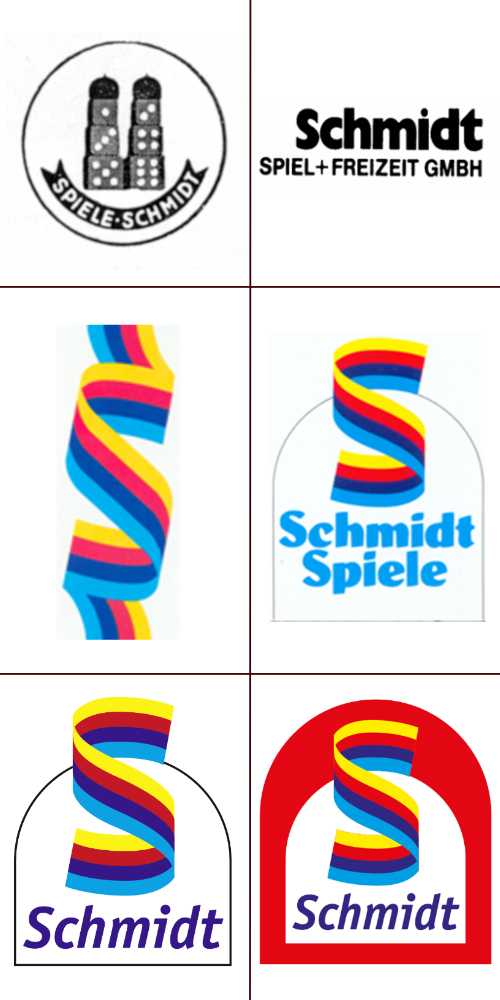
Historie der Logos, die die Schmidt Spiele GmbH verwendet hat

Die Schmidt Spiele GmbH ist ein deutscher Spieleverlag mit Sitz in Berlin. Das in München gegründete Unternehmen entwickelt und vertreibt Gesellschaftsspiele, Kartenspiele, Puzzles, Plüsch- und Holzspielzeuge für verschiedene Zielgruppen. Mit bekannten Klassikern wie Mensch ärgere Dich nicht®, Kniffel® und DOG® sowie preisgekrönten Spielen wie Auf Achse und Qwirkle™ zählt Schmidt Spiele zu den traditionsreichsten Anbietern in der deutschen Spielebranche. Der Verlag gehört seit 1997 zur Good Time Holding und ist regelmäßig auf den großen nationalen und internationalen Spielemessen vertreten. Neben klassischen Produkten bietet Schmidt Spiele auch digitale Spielversionen und engagiert sich in den Bereichen Nachhaltigkeit und soziales Engagement. 

## Geschichte

### Historische Entwicklung
Die Ursprünge von Schmidt Spiele reichen bis ins Jahr 1907 zurück, als der Lithograph Josef Friedrich Schmidt in München das Unternehmen Schmidt & Söhne gründete. Bereits in den Anfangsjahren spezialisierte sich der Verlag auf die Herstellung und den Vertrieb von Gesellschaftsspielen.
Den größten Erfolg erzielte das Unternehmen 1914 mit der Veröffentlichung des Spiels Mensch ärgere Dich nicht®, das Josef Friedrich Schmidt in einer kleinen Werkstatt im Münchener Stadtteil Giesing entwickelte. Das Würfelspiel wurde rasch zum Bestseller und avancierte über Generationen hinweg zum Klassiker der deutschen Spielekultur.
In den darauffolgenden Jahrzehnten erweiterte der Verlag sein Sortiment kontinuierlich und etablierte sich als einer der führenden Anbieter für Gesellschaftsspiele im deutschsprachigen Raum. 1984 veröffentlichte Schmidt Spiele zusammen mit Droemer Knaur das erste kommerziell erfolgreiche Pen&Paper-Rollenspiel in Deutschland, Das Schwarze Auge. 
Zu den weiteren erfolgreichen Titeln des Unternehmens zählen unter anderem Kniffel®, Auf Achse, DOG®, Die Quacksalber von Quedlinburg sowie zahlreiche Brett- und Kartenspiele für Kinder, Familien und Vielspieler.
1997 war Schmidt Spiele in Schieflage geraten und musste Insolvenz anmelden. Im August 1997 wurde der Stammsitz in Eching bei München geschlossen, das Stammwerk in Ingolstadt ging an die unterfränkische  Ludwig Scheer GmbH.
Der Rest des Unternehmens, insbesondere die Marke Schmidt Spiele sowie die Rechte an den meisten Spielen, wurde von der Berliner Blatz-Gruppe übernommen, welche heute als Good Time Holding GmbH firmiert. Zu ihr gehören heute auch Schwesterunternehmen wie KIDDINX Media und KIDDINX Studios zählen. Unter dem neuen Eigentümer wurde der wesentlich bekanntere Name Schmidt Spiele beibehalten. Neben der klassischen Spieleproduktion ist das Unternehmen heute zudem einer der führenden Anbieter von Puzzles in Europa und vertreibt unter anderem Lizenzprodukte mit Motiven von Disney, Universal und Thomas Kinkade.
2008 hat die Schmidt Spiele GmbH die Rechte an der Premiummarke Drei Magier übernommen und damit die Fortführung der beliebten Kinderspielmarke sichergestellt. Drei Magier steht für anspruchsvolle Kinderspiele.
Seit Oktober 2017 ist Selecta® Teil der Markenwelt von Schmidt Spiele. Selecta® fertigt seit über 57 Jahren Holzspielzeug mit höchsten Qualitätsansprüchen.
Ergänzend zu seinem Sortiment ist das Unternehmen regelmäßig auf internationalen Messen vertreten, darunter die SPIEL in Essen, die Internationale Spielwarenmesse in Nürnberg und die Berlin Brettspiel Con. Auf diesen Veranstaltungen werden Neuerscheinungen vorgestellt und der Austausch mit Fachpublikum und Spielebegeisterten gepflegt.
| Spielname        | Mensch ärgere Dich nicht®                                          |
| Erfinder         | Josef Friedrich Schmidt                                            |
| Veröffentlichung | 1914                                                               |
| Bedeutung        | Eines der bekanntesten und meistverkauften Spiele in Deutschland   |
| Besonderheit     | Teil der Sammlung im Haus der Geschichte, Bonn                     |
| Status           | Bis heute ein fester Bestandteil des Sortiments von Schmidt Spiele |

## Produktbereiche

### Produkte
Schmidt Spiele hat sich über Jahrzehnte hinweg als Verlag für hochwertige Brettspiele, Kartenspiele, Puzzles, Plüschprodukte und Holzspielzeug etabliert. Das Unternehmen bietet eine breite Produktpalette für unterschiedliche Altersgruppen und Spielertypen und arbeitet dabei mit zahlreichen Lizenzgebern zusammen. Zu den Lizenzpartnern zählen unter anderem KIDDINX, Disney, Universal und der WDR.

#### Brett- und Kartenspiele
Zum Sortiment gehören klassische Gesellschaftsspiele wie Mensch ärgere Dich nicht®, Kniffel®, DOG® oder Auf Achse, ebenso wie Familienspiele und Titel für erfahrene Spielgruppen. Viele dieser Spiele sind mehrfach ausgezeichnet und gehören zu den Klassikern des deutschen Spielemarkts. Darüber hinaus hat Schmidt Spiele seit einigen Jahren die Digitalisierung des Spielemarkts erkannt und bietet ausgewählte Titel auch als Apps an. So wurde 2024 eine Mensch ärgere Dich nicht®-App veröffentlicht, während Kniffel® bereits seit 2011 als mobile Version verfügbar ist.

#### Kinderspiele
Im Bereich Kinderspiele bietet Schmidt Spiele ein vielseitiges Sortiment an Titeln, die speziell auf die Bedürfnisse und Fähigkeiten jüngerer Spieler zugeschnitten sind. Neben den eigenen Kinderspielen des Verlags gehört seit 2008 auch die Marke Drei Magier zum Portfolio. Ursprünglich 1994 gegründet, steht Drei Magier für anspruchsvolle Kinderspiele mit sogenannten „magischen Momenten“, die durch besondere Spielmechanismen erzeugt werden. Die Spiele begleiten Kinder thematisch in fantasievolle Abenteuerwelten und werden von den drei Figuren Vicky, Conrad und Mila präsentiert. Besonders erfolgreich sind Geistertreppe (2004), Das magische Labyrinth (2009) und Der verzauberte Turm (2013), die als Kinderspiel des Jahres ausgezeichnet wurden. Zum Sortiment gehören auch Kartenspiele wie Dodelido, Kakerlakensalat und Mogel Motte, die Reaktionsvermögen und Geschicklichkeit erfordern.

#### Puzzles
Schmidt Spiele zählt zu den führenden Anbietern von Puzzles in Europa. Die Produkte zeichnen sich durch eine sogenannte „6-Sterne-Qualität“ aus, die unter anderem eine große Formenvielfalt, passgenaue Stanzungen, speziell entwickelte Pappe und hochwertige Druckverfahren umfasst. Bei den Motiven wird auf eine Mischung aus Landschafts-, Tier- und Lizenzmotiven gesetzt. Besonders erfolgreich sind die Puzzles des 2012 verstorbenen US-amerikanischen Künstlers Thomas Kinkade, die oft in Kombination mit Disney-Motiven erscheinen und bei Sammlern beliebt sind.
2025 stellte Schmidt Spiele mit der Marke NATPAX® eine nachhaltige Puzzlepappe vor, die zu 60 Prozent aus Recyclingpapier und zu 40 Prozent aus Grasfasern besteht.

#### Plüschprodukte
Neben Spielen und Puzzles entwickelt und vertreibt Schmidt Spiele auch Plüschfiguren. Besonders bekannt sind die Sorgenfresser®, weiche Stofffiguren, die Kindern eine spielerische Möglichkeit bieten, Ängste und Sorgen symbolisch zu verarbeiten. Darüber hinaus gehören Plüschprodukte zu weltweit bekannten Marken wie Gabby’s Dollhouse, Dragons und Jurassic World zum Sortiment.

#### Selecta® Holzspielzeug
Zur Schmidt Spiele GmbH gehört zudem die Marke Selecta®, die seit über 57 Jahren für hochwertiges Holzspielzeug steht. Die Produkte sind pädagogisch ausgerichtet und fördern motorische, kreative und kognitive Fähigkeiten bei Kleinkindern und Kindern. Gefertigt wird aus dem Naturmaterial Holz, wobei Wert auf gesundheitliche Unbedenklichkeit, Langlebigkeit und regelmäßige TÜV-Prüfungen gelegt wird. Das Sortiment reicht von klassischen Greif- und Schiebespielzeugen bis zu Lernspielen, die Kinder beim Erlernen von Formen, Farben und Zahlen unterstützen.

## Nachhaltigkeit
Seit 2022 erfasst Schmidt Spiele den CO₂-Fußabdruck aller Unternehmensstandorte und setzt in Zusammenarbeit mit ClimatePartner Maßnahmen zur Reduktion der Emissionen um. Die Standorte werden mit Ökostrom versorgt und mit regenerativen Energien beheizt, der Fuhrpark wird schrittweise auf Elektro- und Hybridfahrzeuge umgestellt.
Auch in der Produktgestaltung verfolgt der Verlag nachhaltige Ansätze. Verpackungen werden zunehmend ohne Einschweißfolie und stattdessen mit Klebepunkten aus Papier verschlossen. Materialien bestehen größtenteils aus recyclingfähigen Bestandteilen. Auf der Internationalen Spielwarenmesse 2025 stellte das Unternehmen mit NATPAX® eine neuartige Puzzlepappe vor, die aus 60 Prozent Altpapier und 40 Prozent Gras besteht.

## Soziales Engagement
Schmidt Spiele engagiert sich regelmäßig für soziale und gemeinnützige Organisationen, darunter die Berliner Tafel, Die Arche und BETHEL. Zusätzlich unterstützt der Verlag Sport- und Spieleveranstaltungen an Schulen und in sozialen Einrichtungen.

## Messeauftritte und Events
Der Verlag ist regelmäßig auf der Endverbrauchermesse SPIEL in Essen, der Internationalen Spielwarenmesse in Nürnberg sowie der Berlin Brettspiel Con mit eigenen Messeständen vertreten. Dort werden aktuelle Neuheiten präsentiert und der direkte Austausch mit dem Fachhandel, der Presse sowie Spielebegeisterten gepflegt.
Neben diesen Messeauftritten organisiert Schmidt Spiele jährlich die Schmidt Puzzle-Championship. Diese Schnell-Puzzle-Veranstaltung findet über das gesamte Jahr hinweg an verschiedenen Orten und in mehreren Bundesländern statt. Teilnehmen können alle Personen ab dem fünften Lebensjahr, eine Teilnahmegebühr wird nicht erhoben. Die zu puzzelnden Motive bleiben bis zum Veranstaltungstag geheim. Alle Teilnehmenden beginnen zeitgleich mit dem Puzzeln eines 60-Teile-Motivs. Ziel der Simultanaktion ist es, das Puzzle so schnell wie möglich fertigzustellen. Die Veranstaltungen werden von lokalen Partnern vor Ort organisiert und dienen zugleich der Bewerbung des Puzzlesortiments von Schmidt Spiele.
Für die Kultspiele Mensch ärgere Dich nicht® und Kniffel® finden darüber hinaus regelmäßig Meisterschaften und Turniere statt. In mehreren Bundesländern werden Landesmeisterschaften ausgerichtet, zudem gibt es für Mensch ärgere Dich nicht® im Turniermodus die offizielle Weltmeisterschaft.

### Kooperationen
Schmidt Spiele pflegt darüber hinaus Kooperationen mit verschiedenen touristischen Partnern in Deutschland. Zu den Partnerregionen zählen unter anderem der Tourismusverband Sächsische Schweiz, die Tourismus-Zentrale Sankt Peter-Ording, Büsum, der Tourismus-Service Butjadingen sowie das Nordseeheilbad Cuxhaven. Im Rahmen dieser Partnerschaften werden gemeinsame Aktionen, Sondereditionen und Veranstaltungen rund um das Thema Spielen angeboten, die sowohl Einheimischen als auch Urlaubsgästen die Produkte von Schmidt Spiele näherbringen.

## Auszeichnungen & Preise
Seit der Gründung der Spiel des Jahres-Jury 1978 hat Schmidt Spiele bereits zahlreiche Preise und Auszeichnungen verdient. Dabei sind klassische Gesellschaftsspiele, wie Qwirkle oder Auf Achse, Kennerspiele, wie Die Quacksalber von Quedlinburg und auch Kinderspiele. Aber nicht nur bei der deutschen Spiel des Jahres-Jury überzeugt der Verlag, auch beim Deutschen Spielepreis oder beim Österreichischen Spielepreis konnte Schmidt Spiele viele Auszeichnungen verdienen. Eine Auflistung der zahlreichen Preise sind in der folgenden Liste zu finden:
| - Spiel des Jahres: - Acquire, Auswahlliste zum Spiel des Jahres 1979 - TwixT, Auswahlliste zum Spiel des Jahres 1979 - Dampfross, Spiel des Jahres 1984 - Winkeladvokat, Auswahlliste zum Spiel des Jahres 1986 - Auf Achse, Spiel des Jahres 1987 - Schoko & Co, Auswahlliste zum Spiel des Jahres 1988 - Flieg Dumbo flieg, Auswahlliste zum Spiel des Jahres 1989 - Im Reich des weißen Bären, Auswahlliste zum Spiel des Jahres 1991 - Gold Connection, Auswahlliste zum Spiel des Jahres 1992 - Spiel der Türme, Auswahlliste zum Spiel des Jahres 1993 - Kula Kula, Sonderpreis Schönes Spiel 1993 (Blatz Spiele) - Kohle, Kies & Knete, Auswahlliste zum Spiel des Jahres 1994 - Die Osterinsel, Auswahlliste zum Spiel des Jahres 1994 (Blatz Spiele) - Campanile, Auswahlliste zum Spiel des Jahres 1994 (Blatz Spiele) - Doctor Faust, Sonderpreis Schönes Spiel 1994 (Blatz Spiele) - Venice Connection, Sonderpreis Schönes Spiel 1996 (Drei Magier) - Visionary, Auswahlliste zum Spiel des Jahres 1997 - Gipf, Auswahlliste zum Spiel des Jahres 1998 - Zèrtz, Auswahlliste zum Spiel des Jahres 2000 - Capitol, Auswahlliste zum Spiel des Jahres 2001 - Oase, Empfehlungsliste zum Spiel des Jahres 2004 - Kakerlakenpoker, Empfehlungsliste zum Spiel des Jahres 2005 (Drei Magier) - Diamand, Empfehlungsliste zum Spiel des Jahres 2005 - Big Points, Empfehlungsliste zum Spiel des Jahres 2008 - Kakerlakensalat, Empfehlungsliste zum Spiel des Jahres 2005 (Drei Magier) - Level X, Empfehlungsliste zum Spiel des Jahres 2010 - Mosaix, Empfehlungsliste zum Spiel des Jahres 2010 - Qwirkle, Spiel des Jahres 2011 - Die verbotene Insel, nominiert zum Spiel des Jahres 2011 - Eselsbrücke, nominiert zum Spiel des Jahres 2012 - Rondo, Empfehlungsliste zum Spiel des Jahres 2013 - Dodelido, Empfehlungsliste zum Spiel des Jahres 2017 - Tempel des Schreckens, Empfehlungsliste zum Spiel des Jahres 2017 - Dizzle, Empfehlungsliste zum Spiel des Jahres 2019 - BISS 20, Empfehlungsliste zum Spiel des Jahres 2021 - Passt nicht!, Empfehlungsliste zum Spiel des Jahres 2024 - Kennerspiel des Jahres: - Die Quacksalber von Quedlinburg, Kennerspiel des Jahres 2018 - Ganz schön clever, nominiert zum Kennerspiel des Jahres 2018 - e-Mission, Kennerspiel des Jahres 2024 - Deutscher Spiele Preis - Acquire, vorbildliche Regeln 1993 - Spiel der Türme, Top 10 Liste 1993 - Capitol, Top 10 Liste 2001 - Grimoria, vorbildliche Regeln 2012 - Die Quacksalber von Quedlinburg, Top 10 Liste 2018 - Die Tavernen im tiefen Thal, Top 10 Liste 2019 - Deutscher Kinderspielepreis - Nacht der Magier, Gewinner des deutschen Spielepreises und für vorbildliche Regeln 2006 (Drei Magier) - Mogel Motte, 2012 (Drei Magier) - Mit Quacks & Co. nach Quedlinburg, 2022 - Österreichischer Spielepreis - Nacht der Magier, Spiele Hit für Familien 2006 (Drei Magier) - Geisterei, Spiele Hit für Kinder 2014 (Drei Magier) - Vienna, Spiele Hit mit Freunden 2015 - Burg Flatterstein, Spiele Hit für Kinder 2016 (Drei Magier) - Skull King - Das Würfelspiel, Spiele Hit für Familien 2016 - Die Quacksalber von Quedlinburg, Spiele Hit mit Freunden 2018 - HiLo, Spiele Hit Karten 2020 - Man muss auch gönnen können, Spiele Hit Trend 2020 - Break In Area 51, Spiele Hit Trend 2021 - Mit Quacks & Co. nach Quedlinburg, Spiele Hit für Kinder 2022 - Café del Gatto, Spiel der Spiele 2023 | - Kinderspiel des Jahres - Rüsselbande, nominiert zum Kinderspiel des Jahres 2001 (Drei Magier) - Maskenball der Käfer, Kinderspiel des Jahres 2002 (Selecta) - Viva Topo!, Kinderspiel des Jahres 2003 (Selecta) - Sparito!, Auswahlliste zum Kinderspiel des Jahres 2003 (Selecta) - Geistertreppe, Kinderspiel des Jahres 2004 (Drei Magier) - Mare polare, nominiert zum Kinderspiel des Jahres 2004 (Selecta) - Igel und Floh, Empfehlungsliste zum Kinderspiel des Jahres 2004 (Drei Magier) - Monte Rolla, Empfehlungsliste zum Kinderspiel des Jahres 2004 (Selecta) - Mago Magino, nominiert zum Kinderspiel des Jahres 2005 (Selecta) - Giro Galoppo, nominiert zum Kinderspiel des Jahres 2006 (Selecta) - Nacht der Magier, nominiert zum Kinderspiel des Jahres 2006 (Drei Magier) - Rettet den Märchenschatz, nominiert zum Kinderspiel des Jahres 2007 (Selecta) - Heli Hopper, Empfehlungsliste zum Kinderspiel des Jahres 2007 (Drei Magier) - Turbulento, Empfehlungsliste zum Kinderspiel des Jahres 2007 (Selecta) - Pino Sortino, Empfehlungsliste zum Kinderspiel des Jahres 2008 (Selecta) - Das magische Labyrinth, Kinderspiel des Jahres 2009 (Drei Magier) - Curli Kuller, nominiert zum Kinderspiel des Jahres 2009 (Selecta) - Zoowaboo, nominiert zum Kinderspiel des Jahres 2009 (Selecta) - Der kleine Ritter Trenk, Empfehlungsliste zum Kinderspiel des Jahres 2009 - Klickado, Empfehlungsliste zum Kinderspiel des Jahres 2009 (Drei Magier) - Turi-Tour, nominiert zum Kinderspiel des Jahres 2010 (Selecta) - Vampire der Nacht, nominiert zum Kinderspiel des Jahres 2010 (Drei Magier) - Die kleine Raupe Nimmersatt – Das Original-Spiel zum Buch, Empfehlungsliste zum Kinderspiel des Jahres 2010 - Razzo Raketo, Empfehlungsliste zum Kinderspiel des Jahres 2010 (Selecta) - Die kleinen Zauberlehrlinge, nominiert zum Kinderspiel des Jahres 2011 (Drei Magier) - Pappsatt, Empfehlungsliste zum Kinderspiel des Jahres 2011 (Selecta) - Grimaffen, Empfehlungsliste zum Kinderspiel des Jahres 2011 (Selecta) - Hexen Hochhaus, Empfehlungsliste zum Kinderspiel des Jahres 2012 (Drei Magier) - Mogel Motte, Empfehlungsliste zum Kinderspiel des Jahres 2012 (Drei Magier) - Der verzauberte Turm, Kinderspiel des Jahres 2013 (Drei Magier) - Linus, der kleine Magier, Empfehlungsliste zum Kinderspiel des Jahres 2013 (Drei Magier) - Burg Flatterstein, Empfehlungsliste zum Kinderspiel des Jahres 2016 (Drei Magier) - Die geheimnisvolle Drachenhöhle, Empfehlungsliste zum Kinderspiel des Jahres 2016 (Drei Magier) - Kullerhexe, Empfehlungsliste zum Kinderspiel des Jahres 2017 (Drei Magier) - Hipp Hopp Hippo, Empfehlungsliste zum Kinderspiel des Jahres 2021 - Käpt'n Kuller, Empfehlungsliste zum Kinderspiel des Jahres 2021 - Auch schon clever, nominiert zum Kinderspiel des Jahres 2022 - Mit Quacks & Co. nach Quedlinburg, nominiert zum Kinderspiel des Jahres 2022 - Villa der Vampire, Empfehlungsliste zum Kinderspiel des Jahres 2022 (Drei Magier) - Große kleine Edelsteine, nominiert zum Kinderspiel des Jahres 2024 - Lecker Lava, Empfehlungsliste zum Kinderspiel des Jahres 2024 (Drei Magier) - Die Nadel im Heuhaufen, Empfehlungsliste zum Kinderspiel des Jahres 2024 |

Neben den zahlreichen ausgezeichneten Spielen hat auch der Verlag selber bereits einige Preise der Branche gewinnen können. Unter anderem gewann Schmidt Spiele 2024 die Druck & Medien Awards gemeinsam mit dem Produzenten Friedmann Print Data Solutions GmbH für den innovativen Onlinedruck verbunden mit dem 2024 neu erschienenen personalisiertem Mensch ärgere Dich nicht.